# Pachnobia liquidaria
Pachnobia liquidaria là một loài bướm đêm trong họ Noctuidae.